# Liste der Kulturdenkmäler in Sevenig (Our)
In der Liste der Kulturdenkmäler in Sevenig (Our) sind alle Kulturdenkmäler der rheinland-pfälzischen Ortsgemeinde Sevenig (Our) aufgeführt. Grundlage ist die Denkmalliste des Landes Rheinland-Pfalz (Stand: 27. Juni 2022).

## Einzeldenkmäler
| Bezeichnung                           | Lage                                    | Baujahr                              | Beschreibung | Bild                           |
| ------------------------------------- | --------------------------------------- | ------------------------------------ | --- | ------------------------------ |
| Katholische Filialkirche St. Johannes | Unterdorf 3 Lage                        | letztes Viertel des 18. Jahrhunderts | Saalbau mit Giebeldachreiter, angeblich 1898 unter Wiederverwendung des Portals von 1778, eher aus dem letzten Viertel des 18. Jahrhunderts; mit Ausstattung | weitere Bilder Fotos hochladen |
| Wegekreuz                             | nordöstlich des Ortes an der K 152 Lage | 1856                                 | Sockelkreuz, Schiefer, bezeichnet 1856 | Fotos hochladen                |